# Diagènesi

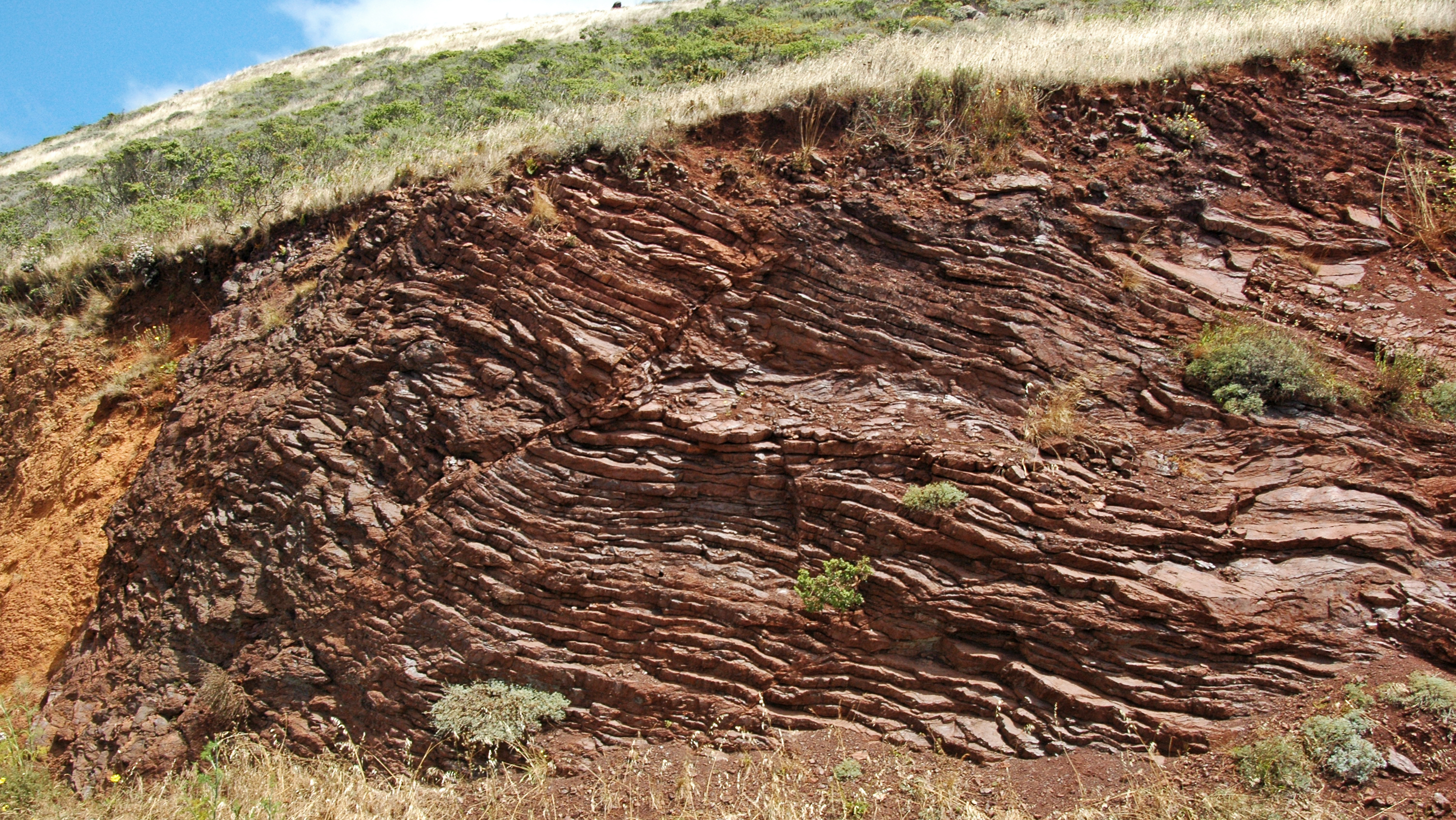
Imatge: la diagènesi i l'enterrament al fons marí, a gran profunditat, van produir aquestes roques també afectades pel metamorfisme. Tall de carretera al sud de la península de Marin, Golden Gate National Recreation Area, Califòrnia, EUA

En geologia i oceanografia, s'anomena diagènesi el conjunt de processos químics, físics o biològics que afecten al sediment des que es diposita i fins a la formació d'una roca sedimentària (litificació), excloent l'alteració en superfície (meteorització). Aquests canvis hi inclouen, entre d'altres, la compactació, la pèrdua d'aigua, la cimentació, l'escalfament geotèrmic i la reordenació de les partícules. El límit inferior de la diagènesi és imprecís i progressiu, tot i que normalment s'estableix quan es presenta la recristal·lització i d'altres indicadors del metamorfisme.
Els sediments detrítics acabats de dipositar a les conques no estan consolidats, tenen una baixa densitat i alta permeabilitat i, si es van acumular sota l'aigua, estan saturats en aquest element. Quan sincrementa la profunditat d'enterrament sota sediments més joves, els ja dipositats es tornen més densos i menys permeables, arribant a litificar-se.
La diagènesi afecta totes les modificacions, transformacions i canvis naturals que afecten els sediments i roques sedimentàries, des del dipòsit fins al metamorfisme o l'exhumació (Walther, 1893; Purdy, 1968). Els canvis estan generats per processos a pressions i temperatures properes al dipòsit (fins a T 150o C; P 10 Km = 3 Kb) i els seus límits estan poc definits (halmiròlisi, en medi submarí; anquimetamorfisme o grau més lleu de metamorfisme). La diagènesi es pot desenvolupar tant en condicions superficials o en profunditat on la temperatura arriba a uns 250º C i la pressió fins a 1,5 kb (1 quilobar = 986.92326671601 atmosferes) (alguns autors proposen temperatures i pressió encara més grans)
La gamma de condicions físiques i químiques presents en el procés diagenètic oscil·la, generalment, entre 0 i 200 °C de temperatura i entre 1 i 2.000 bars de pressió, amb salinitats que van des de l'aigua dolça a les salmorres concentrades. La diagènesi pot ocórrer en qualsevol entorn deposicional o postdeposicional en el qual hi hagi un sediment o bé on la roca es pot col·locar arribant per processos sedimentaris o tectònics.

## Dipòsit dels sediments
Durant el transport, d'acord amb el seu volum i característiques, els sediments solen classificar-se i els dipòsits de sediments solen tenir una mida de gra relativament uniforme. Per això, el material gruixut es pot dipositar a prop de la capçalera d'un rierol, mentre que només el material fi arriba a un delta. La classificació no és totalment selectiva. La grava del rierol pot contenir una barreja de llim, sorra i clasts més grans, i els dipòsits glacials sovint contenen una barreja de materials de mides diferents.
Els materials es dipositen mecànicament o químicament en mars i llacs, a les ribes, a les vores o sota el glaç, però no només en ambients aquàtics, sinó arreu de la superfície de la Terra. Una àrea preferent de sedimentació són les fosses oceàniques coincidents amb les vores de placa convergents, on la subducció xucla els materials terrígens. Les falques de sediments hi acaben empilades i afavoreixen la formació d'una plataforma epicontinental molt adient per a l'acumulació.

## Fases de la diagènesi
L'evolució del procés diagenètic, segons Rhodes Fairbridge (1967), estableix tres etapes basades en el contingut en fluids: sindiagènesi, anadiagènesi i epidiagènesi.

### Sindiagènesi
És la fase primerenca de la diagènesi que comença en el mateix moment en què les partícules sedimentàries atenyen el fons; el sediment és caracteritzat per la presència d’aigües residuals o juvenils en els intersticis del dipòsit expulsades molt lentament. Hom hi pot distingir dos estadis: un d’inicial, controlat pel quimisme de l’aigua suprajacent, que és el més superficial i oxidant, i conté matèria orgànica que forneix nutrients als organismes excavadors (endofauna); i un altre per sota de l’anterior, anomenat estadi d’enterrament, controlat per les aigües residuals, modificades químicament pels bacteris i d'altres organismes; és una zona on dominen els bacteris reductors, on s'inicia la litificació i l’autigènesi singenètica. La profunditat rau entre 0 i 100 m. actuen aigües de la mateixa naturalesa que les del dipòsit (inclou la sedimentació); distingeix un estadi inicial (oxidant) i un primer soterrament (reductor) sota l'activitat bacteriana amb un abast de 1-100 m. i de 1-1044 anys.

### Anadiagènesi
Fase de la diagènesi caracteritzada per la compactació i la maduració del sediment carbonàtic, durant la qual els sediments es litifiquen, els porus s'omplen per autigènesi i, consegüentment, es redueix la porositat i la permeabilitat. Químicament és un estadi de deshidratació: les aigües juvenils (hidrocarburs, etc.) són expel·lides progressivament dels nivells més baixos del dipòsit i en sentit ascendent cap a la cara externa del sediment, tot seguint el cabussament de la conca. Els límits de profunditat van des del límit de la sindiagènesi fins als 10.000 m, i les temperatures oscil·len entre 100 i 200 °C.Actuen aigües intersticials de diferent naturalesa que les inicials; constitueix la fase de compactació i litificació amb expulsió de les aigües intersticials.

### Epidiagènesi
Fase diagenètica caracteritzada per ser emergent i perquè el sediment rau sota l’efecte de la meteorització i és especialment afectat per les aigües meteòriques descendents; els canvis diagenètics són resultat de l’oxidació, la meteorització, l’alteració catamòrfica (de Van Hisse, 1904), i estan associats amb una mineralització autigènica específica. Actuen aigües meteòriques, molt diferents de les anteriors, subsaturades, oxidants; correspon a la fase d'emersió i neomineralització.

### Altres propostes científiques
N. M. Strakhov (1960)considera les etapes següents:
- Sedimentogènesi: inclou erosió, transport i sedimentació.
- Diagènesi (que pot ser oxidant i/o reductora): inclou neoformació de minerals i es produeix un nou equilibri per processos químics i acció de microorganismes.
- Catagènesi (inclou els estadis de cimentació, deshidratació o recristal·lització).
- Epigènesi: per ascens a nivells superficials (descens de P i T).
- Metamorfisme: per descens a nivells profunds (ascens de P i T).[5]

P. V. Choquette i L. C. Pray (1970) estableixen etapes basades en la porositat, criteri que consideren més objectiu ja que és observable a les roques, sobretot a les carbonatades. Distingeixen diferents estadis: predeposicional, deposicional i el postdeposicional o diagenètic, subdividit en:
- Eogènesi: fi del dipòsit i primer soterrament sota la influència de factors superficials (aigües agressives): es genera porositat; etapa de durada curta i limitada, arriba fins a 100 m profunditat independentment del grau de litificació del sediment.
- Mesogènesi: soterrament a més profunditat fora de l'abast d'aigües superficials: es destrueix porositat; etapa de durada llarga i il·limitada (des del soterrament inicial a la erosió imminent), els processos que pateix la roca depenen del seu estat inicial, el nivell de soterrament, els fluids presents i lactivitat tectònica.
- Telogènesi: quan les roques que han romàs llargament soterrades emergeixen i es veuen afectades per nous processos superficials i es genera porositat; el seu límit superior és la superfície d'erosió (submarina o subaèria) i l'inferior és gradacional (fins on arriba nivell freàtic i, per tant, els processos d'alteració).[5]

## Litificació
Litificació és el procés mitjançant el qual els sediments es compacten per l'acció de la pressió, expulsen fluids, i gradualment es converteixen en roques sedimentàries. Principalment, la litificació implica una disminució de porositat a través de la compactació i la cimentació. En altres casos, durant la diagènesis es pot produir la dissolució d'alguns minerals, donant lloc a un increment de la porositat.

## Importància de la diagènesi en la formació d'hidrocarburs
Quan la matèria orgànica s'enterra durant la sedimentació, les molècules orgàniques (lípids, proteïnes, glúcids i components lignics-húmics) es trenquen degut a l'increment de la temperatura i la pressió. Aquesta transformació té lloc al primer centenar de metres de l'enterrament i resulta en la creació de querogen i betum. En general, i degut a l'acció de la temperatura, els hidrocarburs es formen a alta profunditat per l'alteració del querogen, en el procés químic anomenat cracking o catagènesi.

## Minerals autigènics
La majoria de les vegades la consolidació dels sediments es deu a la infiltració d'aigües que contenen matèries dissoltes. La diagènesi converteix així la sorra en gres, als fangs calcaris en calcària, a les cendres volcàniques en cinerita, etc. Les reaccions i altres fenòmens d'oxidorreducció, deshidratació, recristalització, cimentació, mineralització i substitució d'un mineral preexistent per un altre constitueixen en conjunt l'autigènesi i els minerals resultants d'aquesta són qualificats com a autigènics.